# Lucien Napoléon Bonaparte-Wyse
Lucien Napoléon Bonaparte-Wyse est un lieutenant de vaisseau, ingénieur et géographe français, né à Paris le 13 janvier 1844 et mort à Toulon le 15 juin 1909 ,.
Il est officiellement le fils de Sir Thomas Wyse (bien que son vrai père puisse être un officier britannique, le capitaine Studholm John Hodgson) et de Lætitia Bonaparte (nièce de Napoléon Ier). Il est le petit-neveu de l'empereur et le frère de Marie de Solms et de William Bonaparte-Wyse.

## Biographie
Lucien Napoléon Bonaparte-Wyse s'engage dans la marine et l'École navale. Le 1er août 1862 il est nommé aspirant de 2e classe et de 1re classe en 1864, et comme lieutenant de vaisseau français au service de la France, officier de marine à bord du vaisseau Amphion, basé à Toulon, en juillet 1870.
Il devient membre de la Société de géographie en 1866. Au cours de la séance du 22 janvier 1869, il présente à la Société de géographie les résultats d'un voyage qu'il a fait entre Valparaiso et Buenos-Aires à travers les Andes.
Après la guerre franco-allemande de 1870, il s'est établi à Tunis où il a entrepris une exploitation agricole et d'élevage des chevaux de pur sang, sans abandonner sa carrière dans la marine. Il envoie en 1874 un rapport d'excursion en Tunisie à la Société de géographie.

### Le canal de Panama
En juin 1876, son beau-frère, le général Étienne Türr et Antoine (ou Arnaud) de Gorgonza, un négociant français, ont obtenu une première concession pour la construction d'un canal dans la province de Panama du gouvernement des États-Unis de Colombie. 
Pour trouver des fonds destinés à financer une expédition de recherche dans l'isthme de Darien est créée le 19 août 1876 la « Société civile internationale du Canal interocéanique par l'isthme du Darien ». Présidée par le général Étienne Türr, elle compte parmi ses membres Ferdinand de Lesseps. 
Cette société envoie une Commission scientifique pour l'exploration de l'isthme composée d'une équipe d'ingénieurs dirigée par Lucien-Napoléon Bonaparte-Wyse pour explorer les différentes routes possibles pour le futur percement du canal de Panamá entre 1876 et 1879. Il effectue deux voyages à Panama avec Armand Reclus pour étudier la faisabilité du projet de canal interocéanique. Il étudie sept projets dont il fait des descriptions dans ses lettres à la Société de géographie. Mandaté par la « Société civile internationale du Canal interocéanique », il signe le contrat de concession du canal le 23 mars 1878 avec le président Aquileo Parra un contrat valable 99 ans appelé « Concession Wyse » adopté par la loi 28 du 18 mai 1878. Cette concession autorise la compagnie d'excaver et d'en avoir la jouissance. Lesseps a pris une option de 10 millions de francs sur ce contrat. Après la réunion d'un Congrès international d'études pour le percement du canal interocéanique en mai 1879 pour valider le projet du canal interocéanique de Panama et la création de la « Compagnie universelle du canal interocéanique de Panama » en 1880, celle-ci rachète le 5 juillet les droits de la concession Wyse à la Société civile internationale du Canal interocéanique.

### Le scandale
Le scandale de Panamá est provoqué par la dissolution de la Compagnie universelle le 2 février 1889 prononcée par le tribunal civil de la Seine qui nomme Joseph Brunet comme liquidateur. La dernière assemblée générale des actionnaires de la Compagnie universelle a eu lieu le 26 janvier. Joseph Brunet met en place le 12 octobre une commission pour examiner la reprise des travaux de percement du canal de Panama. En février 1890, la Colombie accepte de prolonger la concession du canal. Lucien Bonaparte-Wyse accomplit une mission en 1890-1891 et dessine un plan du canal de Panama avec 6 écluses.
Lucien Napoléon Bonaparte-Wyse rédige ses mémoires pour prouver aux investisseurs que le projet était viable.
Les États-Unis ont obtenu la concession par le traité Hay-Bunau-Varilla en 1903 après le soulèvement de la population du Panama contre la Colombie et achèvent la réalisation du canal.
Wyse meurt au Cap Brun à Toulon le 15 juin 1909 à 65 ans.

## Distinctions
- Chevalier de la Légion d'honneur en 1878[11]

- La Société de géographie a créé en 1911 le prix Lucien-Napoléon Bonaparte-Wyse.

## Publications
- Excursion en Tunisie, p. 520-527, Bulletin de la Société de Géographie, 1874, tome 7 (lire en ligne)
- Correspondance de Lucien Napoléon-Bonaparte Wyse du 29 décembre 1876, p. 315-319, Bulletin de la Société de Géographie, 1877, tome 13 (lire en ligne)
- Correspondance de Lucien Napoléon-Bonaparte Wyse du 5 avril 1877, p. 647-654, Bulletin de la Société de Géographie, 1877, tome 13 (lire en ligne)
- Lucien Napoléon-Bonaparte Wyse, Exploration de l'isthme américain en vue du percement d'un canal interocéanique, p. 573-580, Bulletin de la Société de Géographie, 1879, tome 17 (lire en ligne)
- Rapports sur les travaux de la Société de géographie, p. 26-27, Bulletin de la Société de Géographie, 1879, tome 17 (lire en ligne)
- Correspondance du 5 février 1880, p. 272-276, Bulletin de la Société de Géographie, 1880, tome 19 (lire en ligne)
- Lucien Napoléon Bonaparte Wyse et Georges Guillaumin, Le rapt de Panama : L'abandon du canal aux États-Unis, 1904, 101 p. (lire en ligne)